# Euploea varina
Euploea varina är en fjärilsart som beskrevs av Hans Fruhstorfer 1910. Euploea varina ingår i släktet Euploea och familjen praktfjärilar. Inga underarter finns listade i Catalogue of Life.